# Bầu cử tổng thống Ukraina 2010
Đây là cuộc bầu cử tổng thống lần thứ năm của Ukraina từ khi tuyên bố độc lập từ Liên Xô năm 1991. Vòng thứ nhất của cuộc bầu cử tổng thống Ukraina được tổ chức ngày 17 tháng 1 năm 2010. Tổng thống Ukraina được công dân Ukraina bầu cho nhiệm kỳ 5 năm, trên cơ sở phổ quát, bình đẳng và trực tiếp, bằng cách bỏ phiếu kín. Một và cùng một người không thể làm Tổng thống Ukraina cho hơn 2 nhiệm kỳ liên tiếp.